# Time-Frequency Slicing
Das Time-Frequency Slicing (englisch, abgekürzt TFS) ist ein Digital-Video-Broadcasting-Übertragungsverfahren aus der Rundfunktechnik

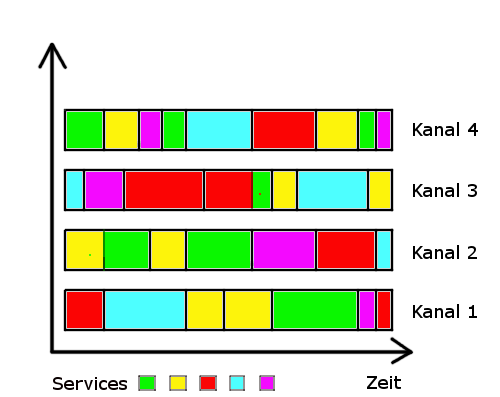
TFS bei 4 Kanälen und mit 5 Services (Programmen)

## Verfahren
Beim Time-Frequency-Slicing-Verfahren werden mehrere Rundfunkkanäle zu einem Kanal zusammengefasst, um dadurch die Robustheit und Effektivität der DVB-T-Verbreitung zu erhöhen. Dabei werden die einzelnen TV-Services auf alle verfügbaren Kanäle verteilt. Die unterschiedlichen Ausbreitungsbedingungen der jeweiligen Funkkanäle werden dazu genutzt, die Systemeigenschaften zu erhöhen – beispielsweise weisen Antennendiagramme und der Antennengewinn eine gewisse Frequenzabhängigkeit und damit Abhängigkeit zum jeweiligen Funkkanal auf. Die Schwankungen zwischen den Kanälen entstehen durch frequenzabhängiges Fading und Nachbarkanalstörungen. Mit Hilfe dieses Verfahrens können im gesamten Empfangsgebiet, welches größer als das Versorgungsgebiet des schlechtesten Kanals ist, alle Programme und Services empfangen werden. Man erhält einen größeren Gewinn im statischen Multiplexing durch einen breiteren Übertragungskanal. Beim statischen Multiplexing erhalten einzelne Fernsehprogramme oder Services keine konstante Datenrate. Die Datenrate des Kanals wird je nach Inhalt angepasst. Beispielsweise Kanäle mit wenig Änderungen (z. B. Standbilder oder Inserts) erhalten weniger Datenrate als Programme, die schnelle Bildänderungen enthalten.

## Vorteile
Untersuchungen haben ergeben, dass mit einer Kombination von vier bis sechs Rundfunkkanälen durch das Time-Frequency-Verfahren eine Kapazitätserhöhung von 20 bis 25 Prozent erreicht werden kann. Bei der Übertragung von High-Definition-Television- und Ultra-High-Definition-Television-Programmen (UHDTV-Programmen) können zusätzlich Gewinne in der Datenrate von 20 bis 25 Prozent erreicht werden. Die höheren Übertragungskapazitäten können entweder für die Einführung neuer Services genutzt werden oder können den Empfang bereits vorhandener Programme durch die Nutzung robusterer Übertragungsparameter verbessern. Mit Hilfe von TFS kann die Verbreitung von UHDTV über Antennenfernsehen erleichtert werden.

## Nachteile
Für eine Umsetzung von TFS müssen alle Empfänger im Empfangsgebiet mit neuen TFS-kompatiblen Empfängern ausgestattet sein, um ein TFS-verarbeitetes Signal zu empfangen. Auch bei Unterschieden in der Größe der Versorgungsgebiete der einzelnen Kanäle kann TFS nicht verwendet werden. Der Umstieg auf dieses System gestaltet sich auch schwierig, da mindestens zwei freie Kanäle notwendig sind. Oft ist es schwierig, diese zu besitzen, und daher würde ein Umstieg nicht ohne Sendeunterbrechungen für den Zuschauer möglich sein. Beispielsweise im Vereinigten Königreich gibt es drei öffentlich-rechtliche und drei private Kanäle. Daraus würden sich zwei TFS-Kanäle erzeugen lassen, da sowohl die Betreiber als auch die Versorgungsgrade unterschiedlich sind. Time-Frequency Slicing wird jedoch erst ab vier Kanälen effektiv.

## Anwendung
Das Time-Frequency Slicing ist bisher nur ein Konzept und noch nicht in Verwendung. Geplant war, das TFS-Verfahren bei DVB-T2 zu verwenden, jedoch wurde es nicht implementiert. Es ist geplant, Time-Frequency Slicing in der Weiterentwicklung von DVB-T2 zu verwenden.